# 妮科尔·安约米
埃托纳姆-妮科尔·安约米（德語：Etonam-Nicole Anyomi，2000年2月10日—），德国女子足球运动员，场上位置是前锋，2022年欧洲女子足球锦标赛银牌得主、2024年夏季奥林匹克运动会女子铜牌得主。